# پژو ۲۰۶ دبیلوآرسی

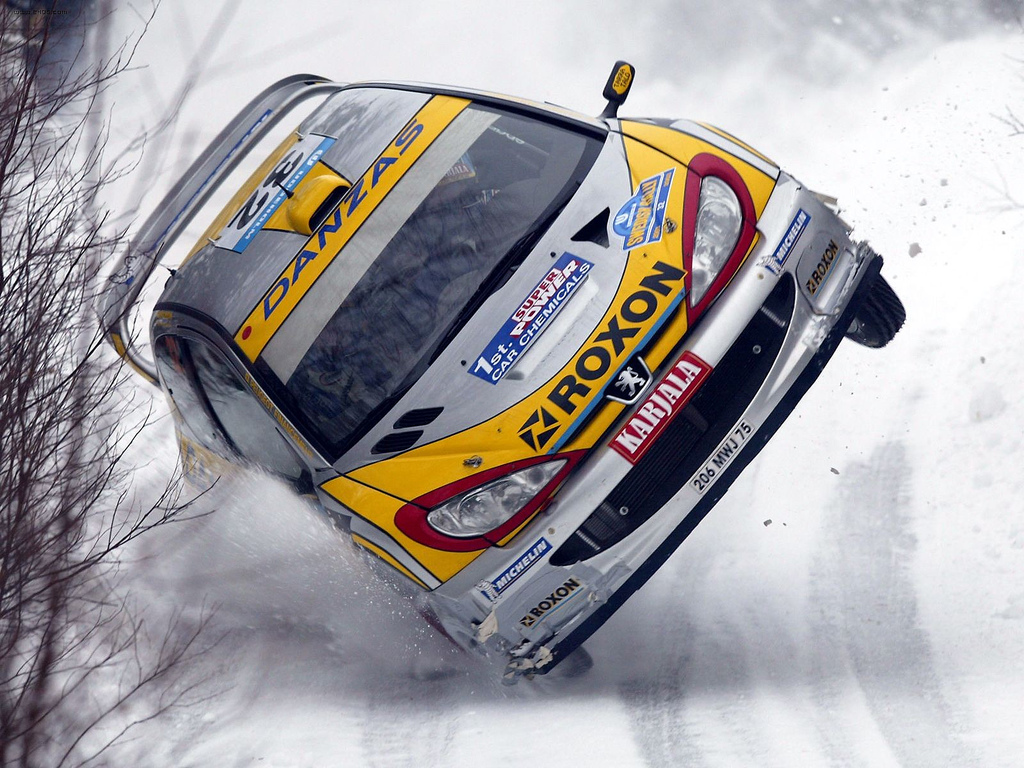
جوسو پیکالیستو در حال رانندگی با پژو ۲۰۶ دبیلوآرسی در مسابقات رالی سوئد

پژو ۲۰۶ دبیلوآرسی یک خودرو طراحی شده برای مسابقات رالی بود که از خانواده پژو ۲۰۶ محسوب می‌شود.
این خودرو در سال‌های ۱۹۹۹ تا ۲۰۰۳ میلادی تولید می‌شد و توسط رانندگان مختلف در مسابقات رالی حضور داشته‌است.
پژو ۲۰۶ دبلیو آر سی، یک نسخه از پژو ۲۰۶ می‌باشد که بر روی پژو ۲۰۶GT توسعه یافت و در بین سال‌های ۱۹۹۹ تا ۲۰۰۳ توسط تیم پژو اسپرت در رالی جهانی استفاده می‌شد. این خودرو از یک موتور ۲۰۰۰ سی سی ۳۲۵ اسب بخاری مجهز به توربوشارژر ۳۴ میلیمتری (مطابق با قوانین FIA) به همراه سیستم انتقال قدرت ۶ دنده خطی و قابلیت انتقال نیرو به چهار چرخ بهره می‌برد. این خودرو در طول سه سال حضور در تیم پژو اسپرت، به مجموع ۲۵ قهرمانی در سال‌های ۲۰۰۰، ۲۰۰۱ و ۲۰۰۲ دست یافت. در نهایت، پژو ۳۰۷ دبلیو آر سی در سال ۲۰۰۴ جایگزین پژو ۲۰۶ دبلیو آر سی شد. پژو از مدل ۲۰۶RC به پاس پیروزی‌های چشم گیر این خودرو در مسابقات رالی، در زمان بازنشستگی آن در سال ۲۰۰۳ رونمایی کرد. پژو ۲۰۶ درسال ۲۰۰۴ ۵۳ بار برنده مسابقات شد ۲۴ بار برنده رالی جهانی شد و جزو موفق‌ترین خودروهای رالی شد